# Micropholcomma junee
Espèce
Micropholcomma junee est une espèce d'araignées aranéomorphes de la famille des Anapidae.

## Distribution
Cette espèce est endémique de Tasmanie en Australie. Elle se rencontre dans les grottes Splash Pot et Cauldron Pot.

## Description
Le mâle holotype mesure 0,90 mm et la femelle paratype 0,84 mm.

## Étymologie
Son nom d'espèce lui a été donné en référence au lieu de sa découverte, Junee-Florentine.

## Publication originale
- Rix & Harvey, 2010 : The spider family Micropholcommatidae (Arachnida, Araneae, Araneoidea): a relimitation and revision at the generic level. ZooKeys, vol. 36, p. 1-321 (texte intégral).